# Warreopsis
Warreopsis é um género botânico pertencente à família das orquídeas (Orchidaceae).

## Espécies
- Warreopsis colorata (Linden & Rchb.f.) Garay
- Warreopsis pardina  (Rchb.f.) Garay
- Warreopsis parviflora  (L.O.Williams) Garay
- Warreopsis purpurea  P.Ortiz